# Fährstraße 14/15 (Stralsund)

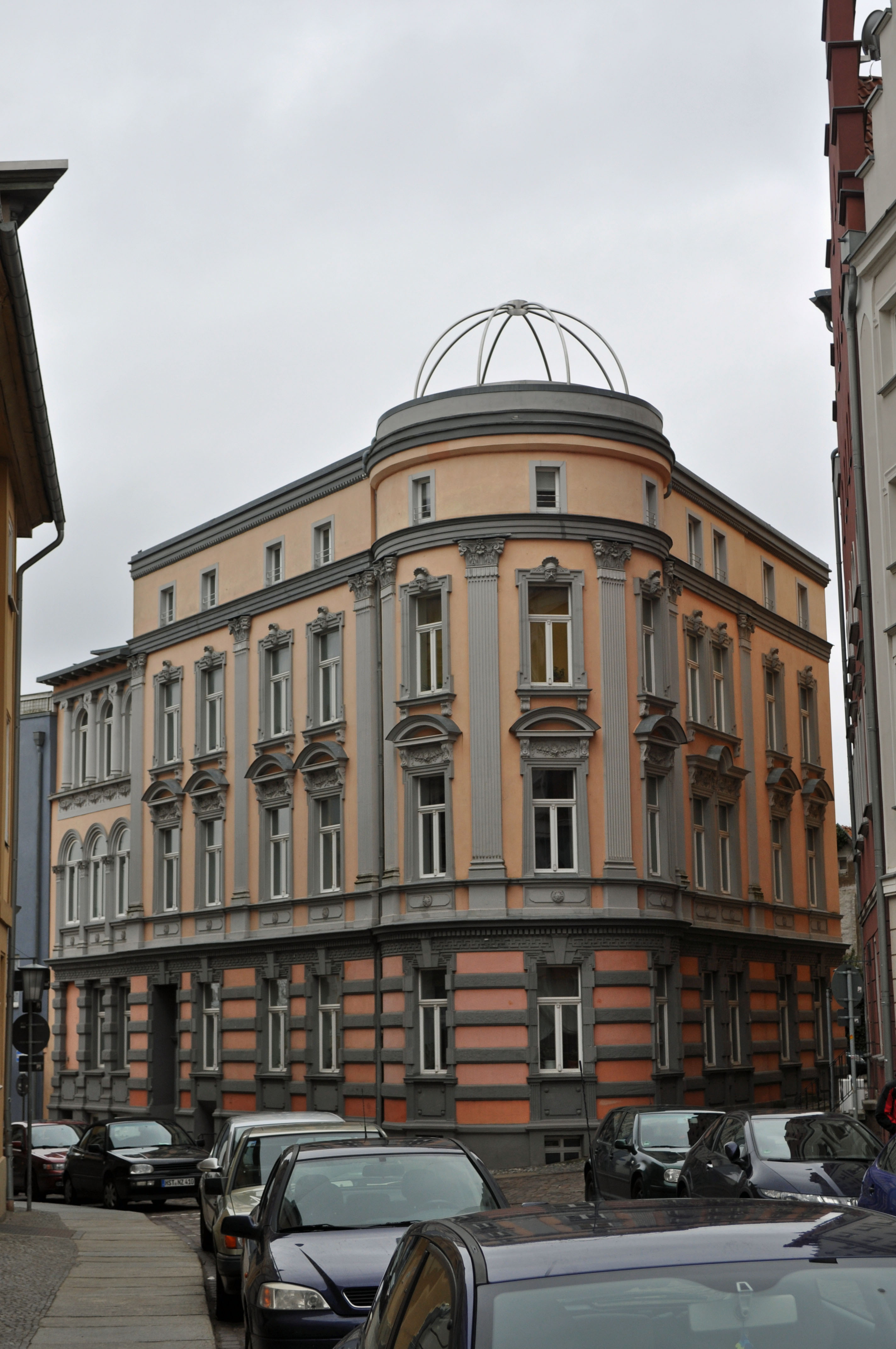
Das Haus Fährstraße 14/15 in Stralsund (2012)

Das Gebäude mit der postalischen Adresse Fährstraße 14/15 ist ein denkmalgeschütztes Bauwerk in der Fährstraße in Stralsund, an der Ecke zur Mauerstraße.
Das verputzte, dreigeschossige Gebäude mit Mezzanin wurde im Jahr 1874 errichtet und im Stil des – in Stralsund sehr selten anzutreffenden – Neobarock gestaltet. Die Fassaden zur Fährstraße und zur Mauerstraße sind jeweils vierachsig ausgeführt. Ein dreiachsiger, abgerundeter Eckbau mit turmartigem Aufsatz verbindet die Gebäudeflügel. Zur Fährstraße existiert zudem ein dreiachsiger, niedrigerer Anbau ohne Mezzanin.
Im Erdgeschoss weist das Haus Putzbänderung auf, die Obergeschosse sind mit Kolossalpilastern gegliedert. Die Fenster im ersten Obergeschoss sind aufwendig gerahmt. Im Anbau ist eine Loggia ausgeführt.
Das Haus liegt im Kerngebiet des von der UNESCO als Weltkulturerbe anerkannten Stadtgebietes des Kulturgutes „Historische Altstädte Stralsund und Wismar“. In die Liste der Baudenkmale in Stralsund ist es mit der Nummer 167 eingetragen.